# Sun Hei SC
El Sun Hei Sports Club Limited, conocido actualmente como Sunray Cave JC Sun Hei por razones de patrocinio, es un club de fútbol hongkonés de la ciudad de Tsing Yi. Fue fundado en 1986 y juega en la Primera División de Hong Kong.
Es un equipo que ha cambiado de nombre en varias ocasiones, las cuales han sido:
- 1994–1999: Golden (好易通)
- 1999–2005: Sun Hei (晨曦)
- 2005–2007: Xiangxue Sun Hei (香雪晨曦)
- 2007–2009: Convoy Sun Hei (康宏晨曦)
- 2009-2011: Sun Hei (晨曦)
- 2011- : Sunray Cave JC Sun Hei (日之泉JC晨曦)

## Entrenadores
- Yan Lik Kin (2008–09), (2009–10)
- José Ricardo Rambo (julio de 2010–mayo de 2012)
- Tim Bredbury (junio de 2012–octubre de 2012)
- Chan Fat Chi (interino) (octubre de 2012–enero de 2013)
- Chiu Chung Man (enero de 2013-)

## Palmarés

### Torneos nacionales
- First Division: 3

2001/02, 2003/04, 2004/05
- - Sub-Campeón: 3

1999/2000, 2002/03, 2005/06
- Senior Challenge Shield: 2

2004/05, 2011/12
- - Finalista: 5

1995/96, 2001/02, 2003/04, 2006/07, 2008/09
- FA Cup: 3

2002–03, 2004–05, 2005–06
- - Finalista: 2

1995/96, 2001/02
- League Cup: 4

2002/03, 2003/04, 2004/05, 2008/09
Finalista: 1
2000/01

## Participación en competiciones de la AFC
- Copa AFC: 2 apariciones

2005 - Semifinales
2013 -